# Mlázovice
Mlázovice är en köping i Tjeckien.   Den ligger i regionen Hradec Králové, i den centrala delen av landet, 90 km öster om huvudstaden Prag. Mlázovice ligger 306 meter över havet och antalet invånare är 577.
Terrängen runt Mlázovice är huvudsakligen platt, men åt nordost är den kuperad. Runt Mlázovice är det ganska tätbefolkat, med 70 invånare per kvadratkilometer. Närmaste större samhälle är Jičín, 12,3 km väster om Mlázovice. Trakten runt Mlázovice består till största delen av jordbruksmark.